# Kyōwa Kirin
Kyōwa Kirin, bis Juni 2019 Kyōwa Hakkō Kirin K.K. (jap. 協和発酵キリン株式会社, ~ Kabushiki kaisha, engl. Kyowa Hakko Kirin Co., Ltd.), ist ein japanischer Pharmakonzern. Er entstand 2008 durch Zusammenschluss von Kyōwa Hakkō Kōgyō K.K. (協和醱酵工業株式会社) und Kirin Pharma K.K. (キリンファーマ株式会社), einer Tochtergesellschaft des zur Mitsubishi-Gruppe gehörenden japanischen Getränkekonzerns Kirin.
Kyōwa Hakkō Kirin patentierte Hydrotalkit für medizinische Anwendungen (Talcid) und erfand das Fermentationsverfahren zur Mononatriumglutamat-Herstellung. Wichtige Arzneimittel sind z. B. Istradefyllin, Loracarbef und Mogamulizumab, einem monoklonalen Antikörper zur Behandlung der Adulten T-Zell-Leukämie. Auch der Wachstumsregulator Forchlorfenuron wurde von Kyōwa Hakkō entwickelt.
Zu Kyōwa Hakkō gehört eine britische Tochtergesellschaft mit Sitz in der schottischen Kleinstadt Galashiels (2011 als ProStrakan erworben, seit 2016 wie das Mutterunternehmen Kyowa Kirin firmierend). Die frühere Tochtergesellschaft KH Neochem wurde 2011 an Japan Industrial Partners verkauft.
Im Oktober 2023 gab Kyowa Kirin bekannt, das britische Pharmaunternehmen Orchard Therapeutics (Nasdaq: ORTX) zu übernehmen. Die Übernahme wurde im Januar 2024 erfolgreich abgeschlossen. Orchard Therapeutics forscht in der Gentherapie und hat ein – in der EU und den USA – zugelassenes Medikament: Libmeldy (Atidarsagene autotemcel), zur Behandlung geeigneter Patienten mit früh einsetzender metachromatischer Leukodystrophie (MLD). Der G-BA bestätigte dem Medikament im März 2021 einen Zusatznutzen; (bis zum 1. Juli 2024 befristet, da noch die finale Auswertung zu der vorgelegten Studie erwartet werden.) Im März 2024 erfolgte in den USA die Zulassungserweiterung für Kinder.